# Spinus lawrencei
Spinus lawrencei là một loài chim trong họ Fringillidae.